# Dani Torres
Daniel Alejandro Torres Rojas (ur. 15 listopada 1989 w Caquezie) – kolumbijski piłkarz występujący na pozycji pomocnika w hiszpańskim klubie Deportivo Alavés oraz w reprezentacji Kolumbii. Wychowanek Santa Fe, w swojej karierze grał także w Atlético Nacional. Znalazł się w kadrze na Copa América 2016.